# Hägar the Horrible (videogioco)
Hägar the Horrible è un videogioco a piattaforme pubblicato da Kingsoft GmbH nel 1991 per Amiga e nel 1992 per Commodore 64, basato sulla striscia a fumetti Hagar l'Orribile. Il titolo è solo Hägar nella versione originale tedesca e nei titoli di testa per Amiga. Era prevista anche una versione per ZX Spectrum che però non uscì.

## Modalità di gioco
Si controlla Hägar con il compito di saccheggiare otto isole, e in particolare di riportare alla moglie Helga gli oggetti che lei di volta in volta gli richiede, elencandogli una "lista della spesa". Ogni isola è un ampio livello a piattaforme esplorabile liberamente. La visuale è bidimensionale laterale, a scorrimento sia orizzontale sia verticale; l'ambiente è molto esteso, soprattutto in orizzontale.
Per completare un livello bisogna raccogliere gli oggetti richiesti e trovare l'uscita. Sono presenti anche molti altri oggetti di valore da saccheggiare, oltre ovviamente a pericoli e nemici vari: cavalieri in armatura, guerrieri, animali e altre creature. Ogni livello ha anche un boss.
Hägar può camminare, saltare, attaccare a corto raggio e a potenza variabile con la spada, e abbassarsi per proteggersi con lo scudo. Dispone inoltre fin dall'inizio di altre armi con munizioni limitate, come asce e pugnali da lancio, e pozioni per ricaricare la sua energia. Armi e pozioni si possono acquistare nel negozio presente da qualche parte in ogni livello, spendendo i profitti guadagnati raccogliendo oggetti di valore. C'è anche una taverna dove Hägar può rifocillarsi e giocare d'azzardo con i profitti.